# AGGRESSIVE -The Greatest ver.-
『AGGRESSIVE -The Greatest ver.-』（アグレッシブ -ザ・グレイテスト・バージョン-）はBoAの配信限定シングル。

## 解説
シングルとしては2021年発売の『My Dear』より約4ヶ月ぶりとなる。
本作はBoAのデビュー20周年を記念して企画されたセルフカバー・プロジェクトで制作されたものであり、本作を皮切りに10週連続で配信がなされた。本作はその第1弾である。
6thアルバム『THE FACE』に収録されていたポップな原曲にビート感を生かしたアレンジが施された。
本作を始め、日本でこれまでに発表されてきた中から、BoA自身が選んだ曲に加え、SNSとフィルムライブの会場にて行ったアンケートを元にして10曲が選考された。

## 収録曲
1. AGGRESSIVE -The Greatest ver.- (3:01)
作詞・作曲：Daniel Pandher & Tommy La Verdi / 日本語詞：Natsumi Watanabe / 編曲：IMLAY